# Liste der Bischöfe von Reading
Die Liste der Bischöfe von Reading stellt die bischöflichen Titelträger der Church of England, der Diözese von Oxford, in der Province of Canterbury dar. Der Titel wurde nach der Stadt Reading benannt.
Am 20. Mai 2003 wurde Jeffrey John zum Bischof von Reading ernannt. Die Nominierung von John führte zu einer Kontroverse in der Church of England und in der anglikanischen Gemeinschaft. Seit vielen Jahren engagierte sich John als LGBT-Aktivist. Am 6. Juli 2003 verzichtete John auf eine Nominierung zum Bischofsamt und machte den Weg für Stephen Cottrell frei.
| Liste der Bischöfe von Reading | Liste der Bischöfe von Reading | Liste der Bischöfe von Reading | Liste der Bischöfe von Reading |
| Von                            | Bis                            | Name                           | Anmerkungen                    |
| ------------------------------ | ------------------------------ | ------------------------------ | ------------------------------ |
| 1889                           | 1909                           | Leslie Randall                 |                                |
| 1909                           | 1942                           | Abeyance                       | Abeyance                       |
| 1942                           | 1954                           | Arthur Parham                  |                                |
| 1954                           | 1972                           | Eric Knell                     |                                |
| 1972                           | 1982                           | Eric Wild                      | Vorher Erzdiakon von Berkshire |
| 1982                           | 1989                           | Graham Foley                   |                                |
| 1989                           | 1997                           | John Bone                      |                                |
| 1997                           | 2003                           | Dominic Walker                 | danach Bischof von Monmouth    |
| 2004                           | 2010                           | Stephen Cottrell               | danach Bischof von Chelmsford  |
| 2011                           | 2019                           | Andrew Proud                   |                                |
| 2019                           | 2024                           | Olivia Graham                  |                                |
| 2025                           | Gegenwart                      | Mary Gregory                   |                                |